# Visavadar
Visavadar è una suddivisione dell'India, classificata come municipality, di 18.048 abitanti, situata nel distretto di Junagadh, nello stato federato del Gujarat. In base al numero di abitanti la città rientra nella classe IV (da 10.000 a 19.999 persone).

## Geografia fisica
La città è situata a 21° 22' 60 N e 70° 40' 60 E e ha un'altitudine di 90 m s.l.m..

## Società

### Evoluzione demografica
Al censimento del 2001 la popolazione di Visavadar assommava a 18.048 persone, delle quali 9.272 maschi e 8.776 femmine. I bambini di età inferiore o uguale ai sei anni assommavano a 2.106, dei quali 1.174 maschi e 932 femmine. Infine, coloro che erano in grado di saper almeno leggere e scrivere erano 12.828, dei quali 7.135 maschi e 5.693 femmine.